# Бровцын, Алексей Александрович (военный)
Алексей Александрович Бровцын (7 января 1834 — 11 августа 1889) — офицер Российского императорского флота, генерал-майор по адмиралтейству (1886).

## Служба
На службу поступил в 1848 году юнкером флота. В 1850 году из юнкеров произведён в чин мичмана, зачислен в Балтийский флот. С 1850 года служил в разных должностях на кораблях БФ.
В 1853—1856 годах участвовал в Восточной войне. В 1855 году произведён в лейтенанты флота.
В 1863 году произведён в чин капитан-лейтенанта. С 1865 по 1867 год в должности старшего офицера фрегата «Пересвет» под командованием капитана 2-го ранга Н. В. Копытова — находился в крейсерстве по Средиземному морю.
В 1867 году назначен командиром командной роты гидравлического плавучего дока. В 1871 году произведён в чин капитана 2-го ранга и в следующем году назначен старшим офицером броненосного фрегата «Адмирал Спиридов» под командованием хорошего знакомого Н. В. Копытова, который находился уже в чине капитана 1-го ранга.
1 января 1873 года назначен командиром корвета «Гридень», которым командовал до 1874 года, после чего переведён начальником гидравлических плавучих доков в Кронштадте. 1 января 1875 года произведён в чин капитана 1-го ранга и вновь получил под командование корвет «Гридень», а также назначен командиром 3-го Флотского экипажа (ФЭ командовал до 1876 года).
В 1877 году отчислен от должности и переведён в Черноморский флот, назначен на плавучий док в Николаеве. С 1880 года в 1-м Черноморском Флотском Экипаже. В 1886 году произведён в генерал-майоры и назначен заведующим гидравлическими плавучими доками. Находился в распоряжении командира Севастопольского порта. Отчислен от службы 11 августа 1889 года в связи со смертью.

## Семья
Алексей Александрович из дворянского рода. Родился 7 января 1834 года в семье морского офицера, будущего контр-адмирала Александра Алексеевича Бровцына. Был женат на Софии Ивановне, дочери капитана 1-го ранга, будущего генерал-лейтенанта по адмиралтейству И. С. Варваци.
Дети:
- София (11.02.1869)
- Евгения (23.09.1870)
- Александр (06.04.1872 - ?), МК (1894), капитан 1 ранга за отличие (06.12.1916)
- Екатерина (09.11.1873)
- Мария (08.06.1875)
- Надежда (22.04.1879 — 02.06.1965)[1], замужем за В. П. Шмиттом.
- Иван (10.09.1881 — ?.03.1921), МК (1901), капитан 2 ранга (22.03.1915)
- Алексей (18.11.1883 — 1921), МК (1902), капитан 2 ранга за отлично-ревностную службу (03.08.1915)
- Ольга (20.06.1887 — 12.05.1958), 1-м браком замужем за капитаном 2-го ранга П. П. Матвеевым (1883—1948), 2-м браком — за В. Г. Никольсом; дочь Татьяна Платоновна, замужем за князем К. Д. Максутовым[2].